# Redykalna

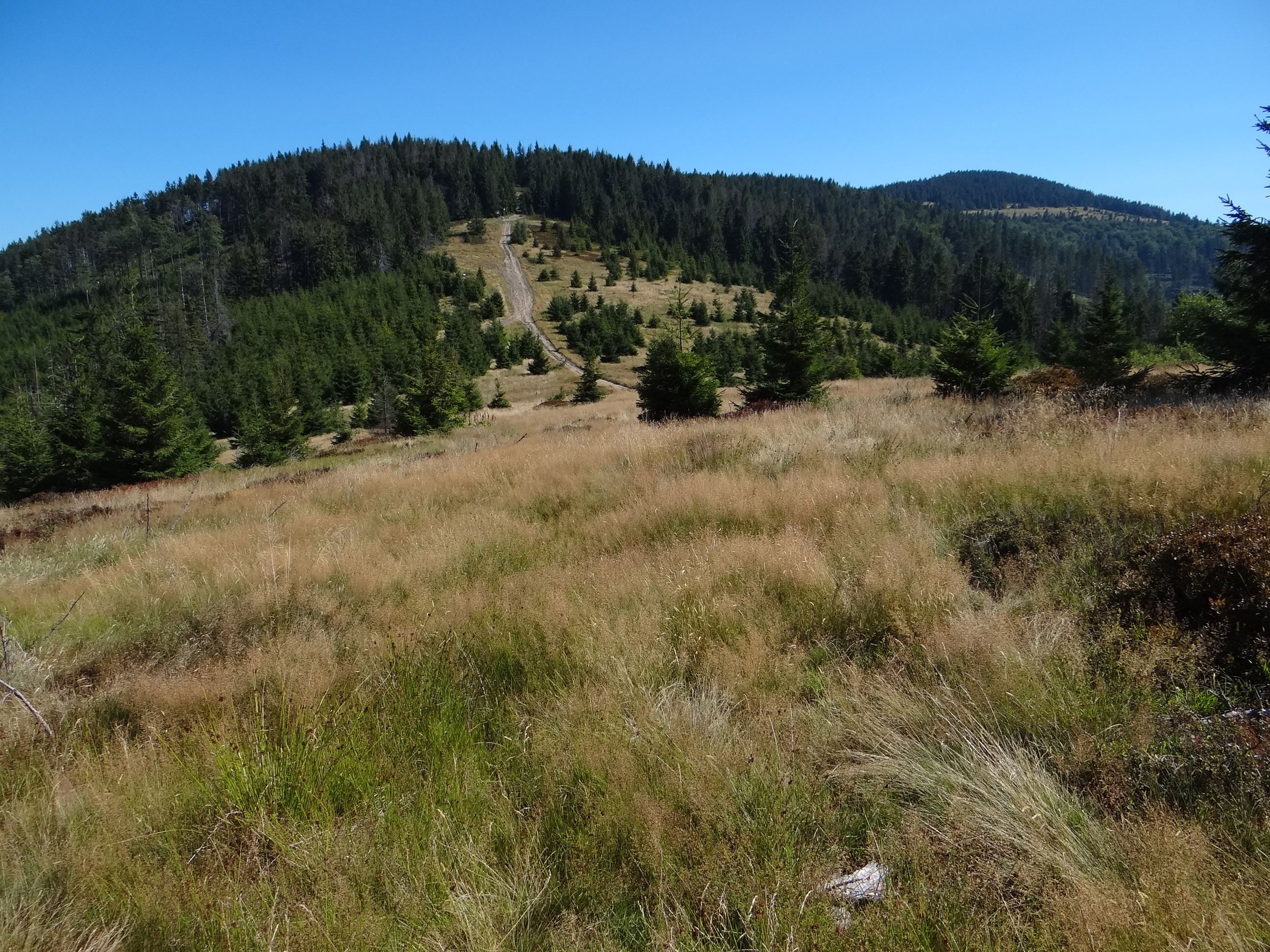
Hala Redykalna i Redykalny Wierch. Po jego prawej stronie Boraczy Wierch

Redykalna, Hala Redykalna – polana w Grupie Lipowskiego Wierchu i Romanki w Beskidzie Żywiecko-Orawskim. Znajduje się na południowo-zachodnim grzbiecie Redykalnego Wierchu (1146 m), który poprzez wierzchołek 1067 m, Zapolankę i Kiczorę opada do doliny Ujsoły. W przeszłości była intensywnie użytkowana pastersko, stąd tradycyjna nazwa „hali”, niemająca jednak nic wspólnego z halą jako piętrem roślinnym w górach. Drugi człon nazwy pochodzi od słowa redyk oznaczającego wiosenne wyjście owiec na halę lub jesienny powrót z hali.
Szerokość polany wynosi 100–150 metrów, długość – ponad 500 metrów, a średnie nachylenie 20-30°. Na Hali Redykalnej krzyżują się dwa szlaki turystyczne: przebiega tędy szlak żółty szlak i rozpoczyna bieg szlak czarny, znajduje się tutaj także siódmy przystanek ścieżki przyrodniczej Węgierska Górka-Romanka. Zamontowana na polanie tablica informacyjna tego szlaku informuje, że rosną tutaj gatunki roślin typowe dla pasterskich hal Beskidu Żywieckiego. Dominuje śmiałek darniowy i kłosówka miękka, a w przenawożonych miejscach, w których dawniej stały koszary rośnie duży szczaw alpejski. Drzewostan w otoczeniu polany jest mieszany – bukowo-świerkowy. Z zachodniej części polany rozległe widoki na Beskid Śląski. Przewodnik Beskid Żywiecki określa Redykalną Polanę jako miejsce szczególnie malownicze.
Znajduje się w granicach wsi Złatna w województwie śląskim, w powiecie żywieckim w gminie Ujsoły.

## Szlaki turystyczne
Rajcza – Zapolanka – Redykalny Wierch – hala Lipowska – hala Rysianka – Romanka
 Redykalny Wierch – Hala Boracza